# Charles Blondin
Jean François Gravelet-Blondin (Hesdin, 28 de fevereiro de 1824 – Londres, 22 de fevereiro de 1897), mais conhecido por Charles Blondin, foi um equilibrista de corda e acrobata de circo francês.

## Biografia
Blondin nasceu em 24 de fevereiro de 1824 em Saint-Omer, Pas-de-Calais, França. Seu verdadeiro nome era Jean-François Gravelet, e ele era conhecido também pelos nomes de Charles Blondin, Jean-François Blondin, e chamado de "Chevalier Blondin", ou mais simplesmente "o grande Blondin". Aos cinco anos foi enviado para a École de Gymnase em Lyon e, após seis meses de formação como um acrobata, fez sua primeira aparição pública como "o menino prodígio". Sua habilidade superior e graça, assim como sua originalidade na composição de seus atos, fizeram dele um favorito do público.

## América do Norte

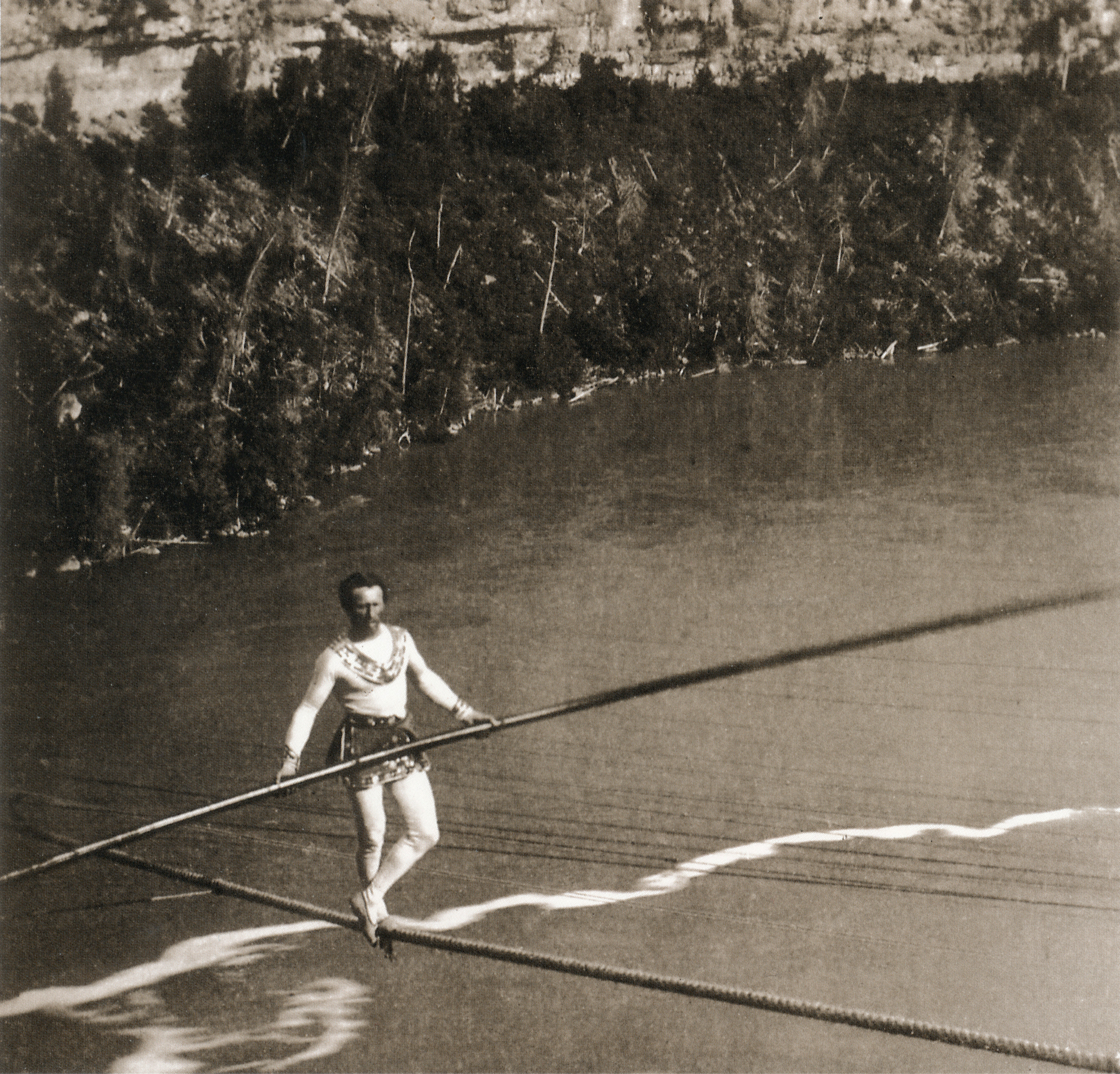
Blondin atravessando o rio Niágara em 1859

Blondin foi para os Estados Unidos em 1855. Ele foi contratado por William Niblo para se apresentar com a trupe de Ravel em Nova Iorque e foi posteriormente co-proprietário de um circo. Ele, sobretudo, devido a sua fama e fortuna teve a ideia da travessia do desfiladeiro Niagara (localizado na fronteira americana-canadense) na corda bamba, 1 100 pés (340 m) de comprimento, 3,25 em (8,3 cm) de diâmetro e de 160 pés (49 m) acima da água, próximo do local da atual Rainbow Bridge. Isso ele fez em 30 de junho de 1859, e várias vezes depois, sempre com diferentes variações teatrais: de olhos vendados, em um saco, empurrando um carrinho de mão, em palafitas, levando um homem (seu empresário, Harry Colcord) de costas, sentando-se no meio do caminho enquanto  cozinhava e comia um omelete e em pé em uma cadeira com apenas uma perna da cadeira na corda.

## Reino Unido
Em 1861, Blondin apareceu pela primeira vez em Londres, no Crystal Palace, virando cambalhotas em palafitas sobre uma corda esticada através do transepto central, a 70 pés (20 m) do chão. Em 1862, ele novamente fez uma série de apresentações no Crystal Palace, e em outros lugares na Inglaterra, e no continente.
Em 1861, ele se apresentou no Royal Portobello Gardens, no South Circular Road, Portobello, em Dublin, em uma corda a 50 pés acima do solo. Enquanto ele estava se apresentando, a corda se rompeu, o que levou o andaime ao colapso. Blondin não ficou ferido, mas dois trabalhadores que estavam no andaime caíram para a morte. Uma investigação foi realizada, e a corda quebrada (2 polegadas de diâmetro e 5 cm de circunferência) foi examinada. Na época, nenhuma culpa foi atribuída a Blondin ou seu empresário. No entanto, o juiz disse que o fabricante da corda tinha muito a responder. O organizador do evento disse que nunca teria outro como ele. Uma ordem de prisão para Blondin e seu empresário foi emitida depois que eles não apareceram em um julgamento (eles estavam na América). No entanto, no ano seguinte, Blondin estava de volta ao mesmo local em Dublin, dessa vez se apresentando a 100 pés acima do chão.
Em 6 de setembro de 1873, Blondin cruzou o reservatório Edgbaston em Birmingham. Uma estátua construída em 1992 próxima a Ladywood marca a sua façanha.

## Afastamento e retorno
Após um período de afastamento, Blondin reapareceu em 1880, incluindo uma performance como protagonista na temporada de 1893/4 da pantomima "Jack and the Beanstalk" no Crystal Palace, organizado por Oscar Barrett. Sua última apresentação foi em Belfast, em 1896. Ele morreu vítima de diabetes em sua "casa no Niagara" em Ealing, Londres, em 22 de fevereiro de 1897, aos 73 anos. Charles Blondin está enterrado no Cemitério de Kensal Green.

## Legado
Durante sua vida, o nome Blondin foi tão sinônimo de corda bamba que muitos empregaram o nome "Blondin" para descrever os outros profissionais. Por exemplo, havia pelo menos cinco pessoas que trabalhavam com variações do nome Blondin em Sydney, em 1880, o mais famoso deles foi Henri L'Estrange -. "O Blondin australiano". Tornou-se tão popular caminhar na corda bamba que um residente de Sydney escreveu para o jornal The Sydney Morning Herald reclamando do "negócio Blondin" que viu pessoas andando em fios altos onde quer que a oportunidade surgisse. Ele observou que tinha visto uma caminhada em uma corda em Liverpool Street na cidade com uma criança amarrada às costas. A prática que se tornou tão popular era também perigosa e, o correspondente pensou ser provavelmente ilegal, particularmente no risco de prejudicar os outros. Ao relatar o caso da queda de uma mulher de uma corda bamba durante uma apresentação em 1869 no circo de Pablo Fanque em Bolton, o The Illustrated London News descreveu a equilibrista, Madame Caroline, como "Blondin fêmea".
Duas ruas em Northfields, Ealing, são nomeadas em honra a Blondin: Blondin Avenue e Niagara Avenue.
Uma peça teatral bem conhecida foi escrita inspirada na façanha de Blondin ao atravessar o rio Niagara com um homem nas costas. Crossing Niagara do dramaturgo peruano Alonso Alegría termina com uma replicação plausível da façanha em si, mas muda o personagem do homem, —neste caso um menino— que é carregado no trajeto. A peça teve sua estreia em Lima, em 1969 e, desde então, tem sido realizada em cerca de 50 países, mais recentemente na Espanha (2006) e Venezuela (2008). Em uma tradução em inglês, a peça estreou em Londres, no Royal National Theatre (por volta de 1975) e em Nova York, no Manhattan Theatre Club (por volta de 1982).
O cantor e compositor australiano Gareth Liddiard do The Drones escreveu a canção "Blondin Makes an Omelette", inspirado na travessia do Niagra por Charles Blondin. Foi relatado que em uma travessia posterior de Blondin, ele empurrou um carrinho de mão contendo um pequeno fogão feito de lâminas de ferro através do desfiladeiro. Ele começou a acender o fogo e a cozinhar um omelete enquanto suspenso na corda, e depois ofereceu o omelete para passageiros no barco de passeio Maid of the Mist que comeram enquanto Blondin continuava sua travessia.
A canção é a faixa de abertura do álbum de estreia solo de Liddiard, "Strange Tourist (2010).
Durante a campanha para a eleição presidencial de 1864, Abraham Lincoln se comparou a Blondin na corda bamba, com tudo o que era valioso para a América no carrinho de mão que ele estava empurrando diante dele.  Um cartoon político apareceu no Harper's Weekly em 1 de setembro de 1864 retratando Lincoln em uma corda bamba, empurrando um carrinho de mão e carregando dois homens nas costas — o Secretário da Marinha Gideon Welles e o Secretário de Guerra Edwin Stanton — enquanto John Bull, Napoleão III, Jefferson Davis, General Grant, Lee e Sherman, entre outros, observavam.